# Leptocoma
Leptocoma (лат.) — род птиц из семейства нектарницевых. Его представители обитают от тропической Южной Азии до Архипелага Бисмарка.

## Описание
Небольшие птицы с изогнутым клювом, темной спиной. Лоб металлическим зелёным отливом. Горло радужной окраски или металлически чёрное.

## Классификация
Род был описан немецким орнитологом Жаном Луи Кабанисом.

## Этимология
Название Leptocoma сочетает в себе др.-греч. λεπτός — «узкий» или «тонкий» и др.-греч. κόμη — «волосы».

## Список видов
В состав рода включают 6 видов:
- Leptocoma aspasia (Lesson & Garnot, 1828)
- Leptocoma brasiliana (Gmelin, 1788)
- Leptocoma calcostetha (Jardine, 1842) — Карминногорлая нектарница
- Leptocoma minima (Sykes, 1832) — Карликовая нектарница
- Leptocoma sperata (Linnaeus, 1766) — Манильская нектарница
- Leptocoma zeylonica (Linnaeus, 1766) — Лимонная нектарница

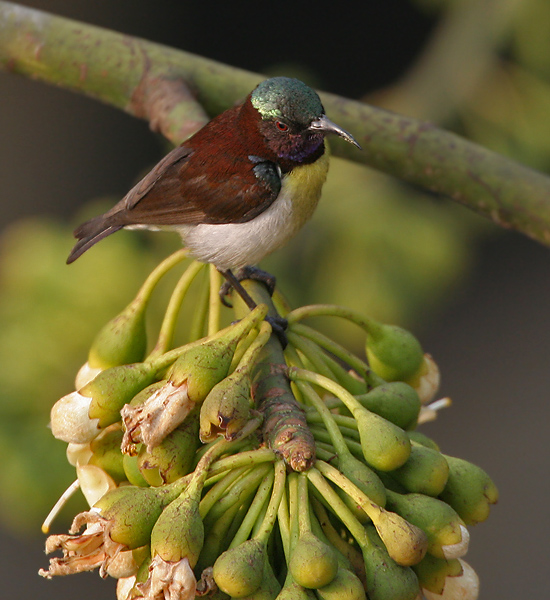
Leptocoma zeylonica
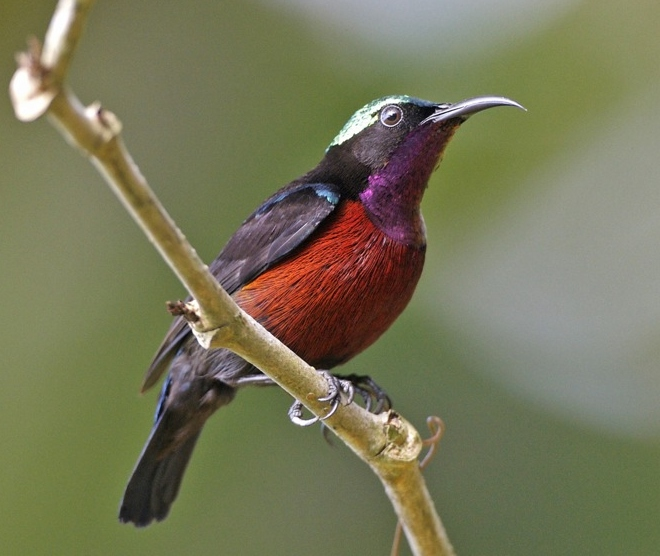
Leptocoma brasiliana